# Luitenant-kolonel Tonnetkazerne
De Luitenant-kolonel Tonnetkazerne is een Nederlandse kazerne, gelegen op 't Harde. De kazerne ligt direct naast het NS-station, dat beschikt over een los- en laadperron voor voertuigen. De kazerne biedt o.m. onderdak aan JISTARC, de Afdeling Artillerie en de Dienst Geografie Defensie (DGEO).

## Geschiedenis
Met de oprichting van de NAVO en daarbij de behoefte in Europa een sterk leger paraat te houden veranderde de vooroorlogse dienstplicht. Deze was er voornamelijk op gericht dienstplichtigen op te leiden en direct na de opleiding weer naar huis te sturen. In de nieuwe opzet was echter een groot inzetbaar leger nodig. De legeringscapaciteit in Nederland schoot daarin te kort.
Een aantal grote kazernes moest worden opgebouwd, allen volgens hetzelfde principe: betonskeletbouw middels prefabsysteem, met slaapruimtes voor het personeel, aparte kantines en eetzalen e.d. De N.V. Midden Nederland werd met de bouw belast. De kazernes moesten een eenheid ter grootte van een brigade kunnen huisvesten en moesten snel en eenvoudig te bouwen zijn.
Voor de kazerne te 't Harde werd in afwijking op het plan, staalskeletbouw toegepast. Het resulteerde begin jaren vijftig in een grote kazerne met acht legeringsgebouwen, werkplaatsen, een grote manschappenkantine met filmzaal, een officiershotel aan de zuidwestzijde van de Eperweg en een groot sportterrein.
De kazerne werd een 'bereden' kazerne: er werd een tankbataljon (43 Tkbat, tot plm. 1973) en artillerie geplaatst. Ook 43 ZVE RHB (een brigade-verkenningseenheid) vond vanaf begin jaren zestig tot 1983 zijn plaats op 't Harde. Vanaf begin jaren zestig kwam daar ook een Infanterie Beveiligingscomagnie (IBC) bij: 425 IBC. Grote technische eenheden vonden er ook een plek. In 1975 werd 59 Tankbataljon paraat gesteld en gevestigd op 't Harde.

## Naamgever
Luitenant-kolonel C. Tonnet was een Nederlands verzetsman, luitenant-kolonel van het Wapen der Artillerie en olympisch sporter. De kazerne op 't Harde, tot dan toe bekend als 'Legerplaats 't Harde', kreeg in 1975 zijn naam. De bronzen beeltenis van de overste staat bij de ingang van de kazerne.

## Na de Koude Oorlog
Vanaf ongeveer 1992 werd het 'vredes-dividend' geïnd: de Koninklijke Landmacht werd belangrijk kleiner gemaakt hetgeen resulteerde in opheffing van veel eenheden. Als dan vanaf 1996 de opkomstplicht voor dienstplichtigen wordt opgeschort en het leger overgaat naar een beroepsleger, is de toekomst voor veel kazernes onzeker geworden.
Omstreeks de eeuwwisseling wordt veel van de oude kazerne afgebroken en vervangen door nieuwbouw. Alle acht legeringsgebouwen gaan tegen de vlakte, een nieuwe manschappenmess wordt gebouwd en een aantal nieuwe legeringsgebouwen vervangen de oude staalskeletbouw. Het enige wat blijft staan zijn de twee barakken waarin de site-wacht werd gelegerd, het legeringsgebouw voor Technisch Specialisten, de filmzaal met manschappenkantine en wat lagere werkplaatsen. Deze laatstgenoemden staan op de nominatie voor sloop in 2018.
Ook de ingang van de kazerne werd verplaatst. De gebouwen voor de kazernewacht, het Kazernaal Ziekenverblijf en het Kazerne Commando werden afgebroken, ze stonden daar waar nu ongeveer de renbakken voor de paarden zijn .